# (8881) Prialnik
(8881) Prialnik (1993 FW36) – planetoida z pasa głównego asteroid okrążająca Słońce w ciągu 4,51 lat w średniej odległości 2,73 au. Odkryta 19 marca 1993 roku.